# Lee & Man Paper
Lee & Man Paper Manufacturing Limited — крупный китайский производитель санитарно-гигиенической бумаги, гофрокартона и целлюлозы. Основан в 1994 году, штаб-квартира расположена в Гонконге. Компанию контролирует семья Ли, члены которой входят в число богатейших людей Гонконга — основатель Патрик Ли и его сыновья Реймонд и Эдмонд.

## История
Компания основана в 1994 году Патриком Ли и его сыном Реймондом Ли как Lee & Man Paper Factory в Дунгуане. Патрик Ли родился на острове Хайнань, а после смерти родителей перебрался в Гонконг к дяде. Ли изготавливал сумки, но, ощутив дефицит коробок для экспорта продукции, занялся производством упаковочных материалов. В 1995 году в Гонконге была зарегистрирована компания Lee & Man Paper Manufacturing Limited, в 1998 году фабрика в Дунгуане приступила к производству тарного картона. В 2002 году в Малайзии была основана дочерняя компания Evergreen Trading.
В 2003 году Lee & Man Paper вышла на Гонконгскую фондовую биржу, создала две дочерние торговые компании в Макао (Lee Kwok Trading и Wang Kei Trading) и запустила фабрику тарного картона в Чаншу (Сучжоу). В 2005 году Lee & Man Paper приобрела целлюлозный завод в Калифорнии (США). В 2006 году Патрик Ли основал химическую компанию Lee & Man Chemical, которую позже возглавил его сын Норман. В 2008 году Lee & Man Paper ввела в эксплуатацию фабрику тарного картона в Чунцине и продала дочернюю компанию Evergreen Pulp за 200 млн гонк. долларов.
В 2013 году был запущен завод тарного картона в Цзянси, в 2014 году компания приобрела бизнес по производству санитарно-гигиенической продукции, в 2015 году запустила собственный гигиенический бренд Hanky. В 2017 году Lee & Man Paper вошла в рейтинг Fortune China 500, в 2019 году открыла целлюлозно-бумажную фабрику в Чунцзо (Гуанси-Чжуанский автономный район), в 2022 году построила целлюлозно-бумажную фабрику и логистический парк в Лучжоу.

## Деятельность
Целлюлозно-бумажные фабрики Lee & Man Paper расположены в провинциях Гуандун (Дунгуань), Гуанси (Чунцзо), Цзянсу (Сучжоу), Цзянси (Цзюцзян) и Сычуань (Лучжоу), городе Чунцин (КНР), а также во Вьетнаме (провинция Хаузянг) и Малайзии (султанат Селангор), сбытовые офисы — в Гонконге, Макао, США и Западной Европе.
По состоянию на 2022 год производственные мощности компании составляли 7 млн тонн упаковочной бумаги, около 1,3 млн тонн санитарно-гигиенической бумаги и 1 млн тонн целлюлозы. Заводы Lee & Man Paper имеют собственные паровые и газовые электростанции, мусоросжигательные печи, очистные сооружения, морские и речные причалы, складские комплексы и более 1,5 тыс. грузовых автомобилей. По итогам 2022 года основные продажи Lee & Man Paper пришлись на упаковочную бумагу (83,8 %), санитарно-гигиеническую бумагу (14,3 %) и целлюлозу (1,9 %). Крупнейшими рынками сбыта являлись Китай (89 %), Малайзия и Вьетнам (11 %).

### Структура
В состав Lee & Man Paper входят следующие компании: 
- Dongguan Lee & Man Paper Factory (Дунгуань)
- Guangdong Lee & Man Paper Manufacturing (Дунгуань)
- Guangdong Lee & Man Tissue Manufacturing (Дунгуань)
- Jiangsu Lee & Man Paper Manufacturing (Сучжоу)
- Chongqing Lee & Man Paper Manufacturing (Чунцин)
- Chongqing Lee & Man Tissue Manufacturing (Чунцин)
- Chongqing Lee & Man Pulp (Чунцин)
- Jiangxi Lee & Man Paper Manufacturing (Цзюцзян)
- Jiangxi Lee & Man Tissue Manufacturing (Цзюцзян)
- Guangxi Chongzuo Lee & Man Pulp Products (Чунцзо)
- Vietnam Lee & Man Paper Manufacturing (Хаузянг)
- Best Eternity Recycle Technology (Селангор)

## Акционеры
Крупнейшими акционерами Lee & Man Paper являются Эдмонд Ли Маньбунь (30,24 %), Ли Ванькхэун (11,03 %), PineBridge Investments (1,59 %), The Vanguard Group (1,18 %), Dimensional Fund Advisors (0,59 %	), Norges Bank Investment Management (0,42 %), Franklin Templeton (0,22 %), HSBC Global Asset Management (0,13 %) и Росс Ли Кинвай (0,1 %).